# 夏仁宗
夏仁宗李仁孝（1124年—1193年10月16日），夏崇宗次子，母為漢人曹貴妃。仁宗皇帝为清圣祖以前在位最长的中国皇帝，是中国历史上在位第三长的皇帝。
由于其兄李仁爱先于崇宗而死，故被立为太子。1139年7月1日夏崇宗李乾顺去世，李仁孝即位，時年十六歲。在位期間結好金國，以穩定外部環境；重用文化程度較高的党項和漢族大臣主持國政；設立各級學校，以推廣教育；實行科舉，以選拔人才；尊崇儒學，大修孔廟及尊奉孔子為文宣帝；建立翰林學士院，編纂歷朝實錄；重視禮樂，修樂書《新律》；天盛年間，頒行法典《天盛年改新定律令》；尊尚佛教，供奉藏傳佛教僧人為國師，並刻印佛經多種。
乾祐元年（1170年），得金之助，處死權相任得敬，粉碎其分國陰謀。可能因為任得敬的專權跋扈，令仁孝對武官不太信任，政策多數重文輕武，導致軍備開始廢弛，戰鬥力減弱，晚夏戰爭屢戰屢敗，國家於仁宗末年開始走下坡。但總結來說，他統治期間為西夏的盛世，与其父夏崇宗朝并称“崇仁之治”，这一时期也是金國、南宋的盛世，三國之間戰爭甚少，因此仁孝能專心料理國家內政。各汗國羡慕西夏之強盛，紛紛朝貢。文化臻於鼎盛，為党項文化寫下光輝燦爛的一頁。
乾祐二十四年九月二十日（1193年10月16日）崩，年七十，諡聖德皇帝，廟號仁宗。

## 家庭

### 后妃
- 罔皇后
- 罗皇后

### 兄弟
1. 世子 李仁爱
2. 越王 李仁友

### 子女

#### 子
1. 桓宗 李純祐，母罗皇后